# ماكسيم ريباكوف
ماكسيم ريباكوف هو لاعب كرة قدم بيلاروسي في مركز الوسط، ولد في 23 يوليو 1993 في Shklow ‏ في بيلاروس. لعب مع نادي بلشينا بوبرويسك.

## وصلات خارجية
- ماكسيم ريباكوف على موقع قاعدة بيانات كرة القدم.إي يو (الإنجليزية)
- ماكسيم ريباكوف على موقع Soccerway.com (الإنجليزية)